# Leek (Westerkwartier)
Leek (en groningois : (De) Laik ou De Lieke) est une ville de la commune néerlandaise de Westerkwartier, située dans la province de Groningue. 

## Géographie
La ville est située à 10 km au sud-ouest de Groningue. Elle est le centre d'une agglomération de 15 000 habitants qu'elle forme avec les localités de Midwolde et Tolbert, appartenant à la même commune, ainsi qu'avec Nietap, appartenant à la commune de Noordenveld, dans la province de Drenthe.

## Histoire
Leek trouve son origine dans la présence d'un ouvrage fortifié édifié pendant la guerre de Quatre-Vingts Ans. La ville a pris le nom du Lek, ruisseau qui la sépare de la province de Drenthe.
Leek est la principale localité et le chef-lieu de la commune homonyme avant le 1er janvier 2019, date à laquelle celle-ci est fusionnée avec les autres communes de Grootegast, Marum et Zuidhorn, ainsi qu'avec une partie de celle de Winsum, pour former la nouvelle commune de Westerkwartier.

## Démographie
Le 1er janvier 2019, la ville comptait 11 260 habitants